# 木村正人 (医学者)
木村 正人（きむら まさと、1948年4月 - ）は、日本の医学者（内科学・腎臓病学）、医師。学位は医学博士（東京大学・1984年）。静岡県立大学名誉教授。
東京大学医学部附属病院第一内科医員、浜松医科大学医学部附属病院第一内科外来医長、静岡県立大学短期大学部第一看護学科教授、静岡県立大学看護学部教授、静岡県立大学看護学部学部長（第3・5代）、静岡県立大学学生部部長、静岡県立大学大学院看護学研究科研究科長（第3代）などを歴任した。

## 概要
東京大学医学部附属病院や浜松医科大学医学部附属病院にて内科医として勤務し、浜松医科大学医学部附属病院では第一内科の外来医長も務めた。医学者としての顔も持ち、静岡県立大学短期大学部の第一看護学科や静岡県立大学の看護学部では教授を務めた。特に静岡県立大学においては、看護学部の学部長を複数回に渡って務めるなど、教学分野でも活躍した。内科学、特に腎臓学の分野で知られている。

## 来歴

### 生い立ち
1948年に生まれた。東京大学にて学び、1974年に東京大学の医学部医学科を卒業した。1977年、東京大学医学部附属病院にて、第一内科の医員となる。1978年、浜松医科大学医学部附属病院に移り、第一内科にて医員となる。1980年、浜松医科大学にて、医学部の助手としても勤務する。1984年には、医学博士を取得した。1990年には、浜松医科大学の医学部にて講師に昇任した。同年、浜松医科大学附属病院の第一内科にて、外来医長にも就任した。

### 研究者として
1991年、静岡県立大学短期大学部にて、第一看護学科の教授に就任した。1997年からは、静岡県立大学の看護学部に移り、同じく教授に。2002年からは、静岡県立大学の大学院にて、看護学研究科の教授にも就任した。看護学部の学部長に複数回にわたって就任するとともに、看護学研究科の研究科長を務めた。また、同大学の学生部にて部長にも就任した。これまでの功績により、2015年4月1日付で、静岡県立大学より名誉教授の称号が贈られた。

## 略歴
- 1948年 - 誕生。
- 1974年 - 東京大学医学部卒業。
- 1977年 - 東京大学医学部附属病院第一内科医員。
- 1978年 - 浜松医科大学医学部附属病院第一内科医員。
- 1980年 - 浜松医科大学医学部助手。
- 1990年 - 浜松医科大学医学部講師。
- 1990年 - 浜松医科大学附属病院第一内科外来医長。
- 1991年 - 静岡県立大学短期大学部第一看護学科教授。
- 1997年 - 静岡県立大学看護学部教授。
- 2002年 - 静岡県立大学大学院看護学研究科教授。
- 2003年 - 静岡県立大学看護学部学部長。
- 2005年 - 静岡県立大学学生部部長。
- 2007年 - 静岡県立大学看護学部学部長。
- 2007年 - 静岡県立大学大学院看護学研究科研究科長。
- 2015年 - 静岡県立大学名誉教授。

## 賞歴
- 2011年 - 日本腎臓学会学術総会優秀演題賞。